# حاجی اسماعیلوف
حاجی اسماعیلوف بازیگر اهل کشور جمهوری آذربایجان است.